# 이맘 광장

이맘 광장

이맘 광장(페르시아어: میدان نقش جهان, 영어: Meidan Emam, Naqsh-e Jahan Square)은 1612년 건설을 시작한 당시의 세계에서 가장 규모가 큰 광장으로 가로 512m, 세로 160m의 규모와 아름다움을 자랑한다. Naqsh-e Jahan이라 불리던 작은 광장을 아바스 1세가 폴로 경기를 목적으로 다시 대규모로 지었는데 20세기에 들어 광장에 잔디를 깔고 분수를 만들었다. 금요일 예배를 드리는 사람들, 휴일에 광장으로 나오는 시민들의 모습과 조명으로 빛나는 광장의 야경은 정말 아름답다.
영문판 위키피디아에 따르면 도시 광장 가운데 서른여섯 번째 규모를 보유하고 있다고 한다.

## 미디어
- EBS 1TV : 세계테마기행

## 같이 보기
- 유네스코